# Николаев, Аркадий Юрьевич
Аркадий Юрьевич Николаев (11 февраля 1937, Куйбышев — 24 апреля 2024) — советский футболист, нападающий, известный по выступлениям за московского «Динамо». Чемпион СССР, Мастер спорта СССР. Также становился чемпионом СССР по хоккею с мячом в составе московского «Динамо».

## Карьера
Начал футбольную карьеру в ульяновском «Динамо», в сезоне 1958 был капитаном команды. В 1959 году перешёл в состав московского «Динамо», в котором за шесть сезонов сыграл 103 матча в чемпионате и забил 17 голов. В 1962 году получил звание мастера спорта, а в 1963 году стал чемпионом СССР (в 1959 году «Динамо» также стало чемпионом СССР, но Николаев сыграл всего один матч и медаль чемпиона не получил). В сезоне 1960/61 выступал за «Динамо» в чемпионате СССР по хоккею с мячом.
В 1965 году перешёл в другой московский клуб высшей лиги — «Локомотив», сыграл за него восемь матчей. В дальнейшем играл за ярославский «Шинник» и саратовский «Сокол». Заканчивал карьеру в московских «Крыльях Советов», после работал в этом клубе тренером. По состоянию на 2004 год, был старшим тренером детско-юношеской школы «Крылья Советов».
Умер 24 апреля 2024 года в возрасте 87 лет.

## Достижения
- Чемпион СССР по хоккею с мячом 1961
- Чемпион СССР по футболу 1963